# Dash Berlin
A Dash Berlin egy 2007 óta aktív holland elektronikus zenei duó, tagjai Eelke Kalberg és Sebastiaan Molijn producerek. Munkásságuk során egyaránt jelentetnek meg saját dalokat, készítenek dalokat más előadók számára (ilyenek többek között a Vengaboys vagy az Alice Deejay, az utóbbinak készített "Better Off Alone" című alkotásukat David Guetta és Wiz Khalifa is felhasználta), vagy remixelnek híres előadók által korábban megjelent slágereket (ide tartozik többek között: Justin Timberlake, Janet Jackson, Brian Transeau, Usher, a N.E.R.D, Lenny Kravitz, Junkie XL, a Röyksopp, Mylo vagy Annie Lennox).
2012-ben a duó a világ 7. legnépszerűbb DJ-jének számított a DJ Mag szerint. 2021-ben egy jogi vitát követően tarthatták meg a Dash Berlin nevet, miután pert nyertek korábbi zenésztársuk, Jeffrey Sutorius ellenében, aki miatt 2019-ben a duónak átmenetileg hivatalosan fel kellett oszlania, hogy Sutorius használhassa a duó nevét saját munkásságára.

## Diszkográfia

### Stúdióalbumok
- The New Daylight (2009)
- #Musicislife (2012)
- We Are (Part 1) (2014)
- We Are (Part 2) (2017)